# Gedser Odde
Gedser Odde, der ligger sydøst for byen Gedser, er Falsters og Danmarks sydligste punkt. På odden ligger også Danmarks sydligste fyrtårn; Gedser Fyr, samt Marinestation Gedser, en radarstation i Den Kolde Krig. Stationen blev beskadiget i Stormfloden 2023.
Odden har 5-7 meter høje klinter, som udgør den sydlige ende af en randmoræne, der går fra fra Idestrup over Skelby til Gedser. Morænen er endvidere en del af den nord-syd-gående israndslinje, som på Falster løber fra Orehoved til Gedser. Fra odden fortsætter den ca. 18 km mod sydøst under vandet som Gedser Rev.
Området er et meget benyttet sted for observationer af fugletræk, især om efteråret.
- Sydstenen markerer Danmarks sydligste punkt.
- Klinterne ved Gedser Odde
- Gedser Odde i december 2010